# Miðborg
Miðborg (en islandés: centro de la ciudad), más conocido como Miðbær ("centro del pueblo"), es un distrito situado en la zona occidental de Reikiavik, la capital de Islandia. Se trata del centro histórico y gubernamental de la ciudad, donde se ubica la sede del Parlamento (Alþingi).

## Características generales
Miðborg limita al occidente con el distrito de Vesturbær y al occidente con los de Hlíðar y Laugardalur. Comprende los barrios de Kvos, Grjótaþorp, Skólavörðuholt, Þingholt, Skuggahverfi y Vatnsmýri.
Es el centro administrativo de Islandia, pues comprende el Alþingishúsið (los edificios del parlamento nacional), Stjórnarráðshúsið (el Consejo de Ministros) y la Corte Suprema de Islandia. 
Otros edificios importantes son las vecinas Iglesia Libre de Reikiavik y la Galería Nacional de Islandia. Ambos se encuentran a orillas del estanquen Tjörnin. Alberga a su vez el ayuntamiento y la iglesia Hallgrímskirkja, la mayor de la isla. 
El flujo de turistas es considerable y ofrece una amplia oferta cultural. Allí se construyó el centro de conciertos y conferencias Harpa, que alberga la Orquesta Sinfónica de Islandia y de la Ópera Islandesa.
Es a su vez el centro de la vida nocturna de la ciudad. La mayoría de los bares y nightclubs se encuentran en Austurstræti ('calle este') y Bankastræti ('calle de los bancos').